# Natalia Partyková
Natalia Dorota Partyková (*27. června 1989) je polská tělesně postižená stolní tenistka, čtyřnásobná paralympijská vítězka a účastnice dvojích Letních olympijských her. Úspěšně startuje i v soutěžích nehendikepovaných stolních tenistů a momentálně nastupuje v české extralize za tým SKST Hodonín. V této soutěži patří mezi hráčky s nejvyšším procentem úspěšnosti - v sezoně 2017/2018 prohrála v součtu základní části a play-off jediné utkání.
Partyková se narodila bez pravé ruky a předloktí.
V roce 2002 se stala poprvé mistryní světa ve dvouhře tělesně postižených stolních tenistů v Tchaj-peji. Od té doby ovládala největší světové soutěže včetně vítězství na paralympijských hrách v Aténách (v soutěži družstev přidala stříbro). Významné porážky se dočkala až ve finále mistrovství světa 2006 ve švýcarském Montreux, kde ji porazila Lej Fan z Číny po boji v pěti setech.
Na paralympijských hrách v Pekingu se ve finále znovu střetla s Lej Fan, kterou ale tentokrát porazila a obhájila své zlato.
Partyková s úspěchem startuje i v soutěžích nepostižených hráček. Na mistrovství světa v Kuang-čou v únoru 2008 porazila světovou šestku Li Ťia-wej ze Singapuru.
Probojovala se do polské reprezentace pro olympiádu v Pekingu 2008, kde se v soutěži družstev odehrála tři zápasy bez výhry a se skóre 5:9. Blízko k vítězství byla v utkání se světovou desítkou Tchie Ja-na z Hongkongu, které prohrála 2:3. Byla první stolní tenistkou, která startovala jak na paralympijských, tak na olympijských hrách; tím se v Pekingu vyrovnala jihoafrické plavkyni Natalii Du Toitové. Na Letní olympijské hry 2012 by se podle svého vyjádření ráda kvalifikovala i do dvouher.
To se jí podařilo a v Londýně absolvovala ve dvouhře dvě utkání, porazila Dánku Skovovou a prohrála ve 3. kole, v boji o postup mezi nejlepších 16, s Nizozemkou čínského původu Li Ťie 2:4. V soutěži družstev odehrála za Polsko v jediném utkání jednu dvouhru a jednu čtyřhru, obě prohrála a Polsko prohrálo se Singapurem v prvním kole 1:3.
O několik týdnů později se do Londýna vrátila na paralympijské hry. V soutěži týmů třídy 6-10 Polsko vypadlo v semifinále 2:3 s Tureckem, ale získalo bronz. Partyková v průběhu soutěží družstev prohrála jediný zápas, a to rozhodující čtyřhru proti Turecku, ve které po boku Jankowské prohrála s Kavasovou a Ertisovou 2:3 (13:15 v pátém setu). Ve dvouhře až do finále neztratila jediný set, v něm porazila Číňanku Jang Čchien 3:2 a stala se potřetí paralympijskou vítězkou. Po finále připustila, že to pro ni nebylo jednoduché kvůli tlaku, který na ni kladla očekávání všech kolem.
V roce 2016 na paralympijských hrách počtvrté ovládla svou kategorii ve dvouhře, když přehrála Číňanku Jang Čchien 3:0.